# Calcinha

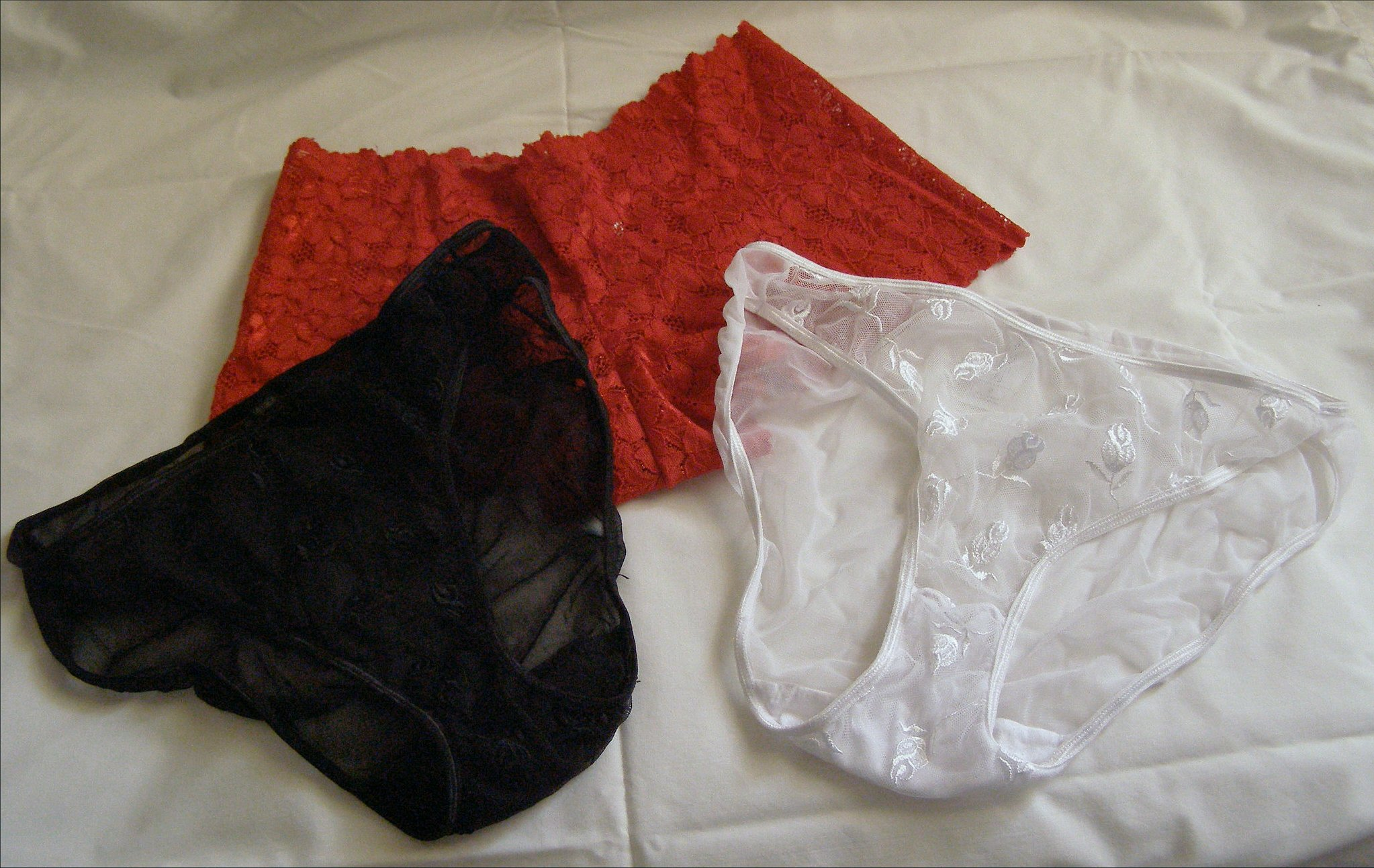
Tipos de calcinha.

Calcinha (em São Tomé e Príncipe, Guiné-Bissau, Moçambique e Brasil) ou cuecas (Portugal e Angola) é uma roupa íntima feminina constituída por uma espécie de short curto, ajustada ao corpo da mulher e feita na maior parte das vezes de tecidos macios e delicados, como o algodão, por exemplo.
Surgiu por volta de 1800 na Europa o primeiro modelo da calcinha chamado de calção, que chegava abaixo dos joelhos. Posteriormente, popularizou-se entre as mulheres.